# Benzofuran
Benzofuranul este un compus heterociclic format dintr-un inel benzenic și unul furanic. Mai este cunoscut și sub denumirea de cumaronă. Este un lichid incolor și component al gudroanelor cărbunilor de pământ. Ca și furanul, cumarona se polimerizează ușor sub influența acizilor. Are formula moleculară C8H6O și este izomer cu izobenzofuranul.